# Шеїн Олександр Гаврилович
Олександр Гаврилович Шеїн (Шейн) (1910, місто Київ — квітень 1980, місто Москва, тепер Російська Федерація) — радянський партійний діяч, член ВЦВК, секретар Івановського та Кримського обласних комітетів ВКП(б).

## Життєпис
Народився в родині кожумяки. У червні 1926 — жовтні 1927 року — учень слюсаря професійно-технічної школи міста Єльця.
У листопаді 1927 — липні 1928 року — слюсар залізничного депо станції Новоієрусалимська Московсько-Білорусько-Балтійської залізниці.
У 1928 році вступив до комсомолу. З липня по вересень 1928 року — слухач курсів пропагандистів при Московському комітеті ВЛКСМ.
У жовтні 1928 — червні 1929 року — піонервожатий і ліквідатор неписьменності Московського комітету ВЛКСМ у Лучинській волості Воскресенського повіту Московської губернії.
У червні 1929 — лютому 1930 року — представник районного комітету в районному політпросвітвідділі Сокольницького районного комітету ВЛКСМ Москви.
У лютому 1930 — січні 1931 року — голова місцевого комітету центрального складу, в січні — серпні 1931 року — секретар комітету ВЛКСМ Сокольницького вагоноремонтно-будівельного заводу Москви.
Член ВКП(б) з квітня 1931 року.
У вересні 1931 — січні 1932 року — технік, у січні 1932 — січні 1934 року — заступник начальника цеху, в січні 1934 — серпні 1935 року — начальник ливарного цеху Сокольницького вагоноремонтно-будівельного заводу Москви.
У серпні 1935 — березні 1936 року — завідувач відділу вищої школи Сокольницького районного комітету ВЛКСМ Москви.
У квітні — листопаді 1936 року — технік із раціоналізації Сокольницького вагоноремонтно-будівельного заводу Москви. У листопаді 1936 — вересні 1937 року — начальник ливарного цеху, з вересня по жовтень 1937 року — секретар партійного комітету Сокольницького вагоноремонтно-будівельного заводу Москви.
У жовтні 1937 — березні 1938 року — інструктор відділу керівних партійних органів ЦК ВКП(б). У березні 1938 — квітні 1939 року — відповідальний організатор відділу керівних партійних органів ЦК ВКП(б). У квітні 1939 — липні 1942 року — завідувач сектора Управління кадрів ЦК ВКП(б).
У липні 1942 — грудні 1945 року — секретар Івановського обласного комітету ВКП(б) із кадрів.
21 лютого 1946 — 8 вересня 1947 року — секретар Кримського обласного комітету ВКП(б) із кадрів.
У вересні 1947 — серпні 1950 року — слухач Вищої партійної школи при ЦК ВКП(б).
У вересні 1950 — жовтні 1955 року — інструктор відділу партійних, профспілкових і комсомольських органів ЦК ВКП(б) (ЦК КПРС).
У жовтні 1955 — квітні 1957 року — заступник головного контролера Міністерства державного контролю СРСР.
У квітні 1957 — січні 1960 року — завідувач відділу кадрів, у січні 1960 — березні 1964 року — завідувач сектора кадрів, у березні 1964 — лютому 1966 року — завідувач секретаріату Державного комітету із культурних зв'язків із зарубіжними країнами при Раді міністрів СРСР. У лютому 1966 — липні 1967 року — завідувач секретаріату Комітету із культурних зв'язків із зарубіжними країнами при Раді міністрів СРСР. У липні 1967 — березні 1968 року — заступник завідувача відділу соціалістичних країн Комітету із культурних зв'язків із зарубіжними країнами при Раді міністрів СРСР.
У квітні 1968 — квітні 1971 року — старший редактор Комітету із радіомовлення і телебачення при Раді міністрів СРСР. У квітні 1971 — січні 1978 року — старший інспектор управління кадрів Державного комітету із телебачення і радіомовлення при Раді міністрів СРСР.
З січня 1978 року — персональний пенсіонер союзного значення в Москві.
Помер у квітні 1980 року.